# 오라 밤 탕기
탕기는 애니메이션 《성전사 단바인》에 등장하는 가공의 병기, 오라 밤 (비행 전투정)이다. 

## 개요
쿠 나라가 개발한 비쇼트 군의 주력 오라 밤. 들로의 발전형에 속하지 않는 유일한 오라 밤이며, 장갑이 두터울 듯한 게 모양의 갑각류 (다만, 다리는 4개)를 연상시키는 둔중한 모습과 반대로, 기체에 오라 컨버터를 표준 장비 하는 것으로, 오라 배틀러에 필적하는 화력, 장갑, 기동성을 얻는 것에 성공한 신형기. 순항 220릴. 최고속력 280릴이라고 하는, 나 나라의 주력기 보츈을 상회하는 스펙을 가진다 (하지만, 오라 머신의 참된 성능은 탑승자에 따라 오르내리므로, 이것은 어디까지나 카탈로그 상에서의 얘기). 
종래의 오라 밤이 주로 대지공격에 주안을 둔 폭격기적인 존재인 것에 비해, 본 기는 대 오라 머신 용의 전투 폭격기적인 성격을 가진 공중전에 적합한 기체다. 
첫 등장인 제24화 "강습 대 강습"에서는 신형 레프러칸을 압도하고, 39화 "비쇼트의 인질"에서는 마벨의 단바인을 와이어 클로로 포획하는 등, 그 고성능은 인증 받았고, 비어레스이나 게어 가링과 함께 쿠 나라의 높은 기술력을 말해주는 기체 중 하나라고 말할 수 있을 것이다. 
무장은 강력해서 기수에 3연장 오라 캐넌. 사지에 해당하는 플레임 밤 암 건 안에 플레임 밤 (화염포)과 사출식 와이어 클로 각 1문. 그리고 동체아래로 전 방위 사계를 가진 폭격용 단장 오라 캐넌을 가진다. 
또, 본 기의 암 건은 들로의 것과 달리 비 촉수 계이므로, 손톱으로 때리거나 할퀴거나 하는 것도 구조적으로는 가능하다고 생각된다 (포우의 갈고리손톱처럼, 비상시의 없는 것보다 나은 정도의 물건이라고 생각된다). 
그 구조나 장비로 볼 때 오라 밤으로서는 기체 가격이 고액이라고 추측되지만, 코스트 퍼포먼스는 높아, 대량 생산되어서 비쇼트 군의 중핵을 짊어졌다. 이야기 중반 이후는 드레이크군에서도 본 기체를 제식 채용하고 있다. 
기체 색은 로즈 매더 & 그레이. 오라 노즐은 옐로. 크루는 시트 수로 가늠해 볼 때 정/부파일럿과 정장의 3명이지만 (4명 설도 있다), 이외에 약간 명의 동승도 가능. 
한편, 제릴 쿠치비 탑승시에는 탈출 장비로서 기내에 글라이 윙을 탑재하고 있었지만, 이것이 본 기체의 표준장비인지는 불분명하다.

## 같이 보기
- 오라 머신